# Walt Frazier
Walter "Clyde" Frazier Jr. (Atlanta, 29 de março de 1945) é um ex-jogador profissional de basquetebol norte-americano que atuava na NBA.
Frazier foi duas vezes campeão da NBA com o New York Knicks em 1970 e 1973 e foi introduzido no Hall da Fama do Basquetebol em 1987. Após sua aposentadoria do basquetebol, Frazier entrou na radiodifusão, sendo atualmente comentarista dos jogos do New York Knicks na Rede MSG. 

## Ensino médio e faculdade
O mais velho de nove filhos, Frazier estudou na Escola David Tobias Howard em Atlanta. Ele foi o Quarterback do time de futebol americano e o catcher no time de beisebol. Ele aprendeu basquete em um playground esburacado e sujo, a única instalação disponível em sua escola totalmente negra no sul racialmente segregado dos anos 50. 
Depois de Howard, Frazier frequentou a Southern Illinois University. Apesar de ter recebido outras bolsas de estudo por suas habilidades no futebol americano, Frazier aceitou uma oferta de basquete, dizendo depois: "Não haviam quarterbacks negros, então joguei basquete".
Frazier se tornou um dos principais jogadores de basquete universitário do país. Ele foi nomeado para a Equipe All-American da Divisão II em 1964 e 1965. No seu segundo ano, Frazier levou a SIU ao Torneio da NCAA Division II, perdendo apenas na final para Jerry Sloan e Evansville Purple Aces por 85-82.
A SIU passou da Divisão II para a Divisão I em 1967 e ganharam o National Invitation Tournament vencendo Marquette por 71–56 na final, no último jogo de basquete universitário no Madison Square Garden. Frazier foi eleito o MVP do torneio de 1967.

## Carreira profissional

### New York Knicks

#### 1967-1970: Início da carreira
Frazier foi selecionado pelo New York Knicks como a 5° escolha geral no Draft de 1967. Ele marcou apenas dois pontos em uma derrota contra o Detroit Pistons em sua estréia na NBA, mas depois foi nomeados para a Equipe de Novatos da NBA durante a temporada de 1967-68.
Enquanto jogava pelos Knicks, ele ganhou o apelido de "Clyde" porque usava um chapéu parecido com o de Warren Beatty, que interpretou Clyde Barrow em "Bonnie and Clyde".
Depois de uma média de apenas 9.0 pontos por jogo durante seu ano de estreia, os 17.5 pontos, 7.9 assistências e 6.2 rebotes por jogo em seu segundo ano jogando em Nova York fizeram dele um dos jogadores mais aprimorados da liga.

#### 1969-1970: Títulos da NBA
Frazier foi escolhido como All-Star da NBA pela primeira vez em sua carreira durante a temporada de 1969-70. Ele seria selecionado para sete All-Star Games da NBA ao longo de seus 10 anos com os Knicks.
Os Knicks foram capazes de chegar até as Finais da NBA durante os playoffs da NBA de 1970, graças a grandes atuações de Frazier e Willis Reed. No entanto, no Jogo 5 das Finais, Reed sofreu uma lesão na perna, tornando-o incapaz de andar pelos próximos dias. Com Reed fora, as chances dos Knicks vencer o título diminuiram. No entanto, Reed retornou à série, jogando os dois primeiros minutos do Jogo 7 e marcando os dois primeiros pontos do jogo. Reed estava com muita dor para continuar jogando nos últimos 46 minutos do jogo, o que significa que coube a Frazier levar Nova York à vitória. Ele registrou 36 pontos, 7 rebotes, 19 assistências e 6 roubadas de bola durante o jogo. Sua performance é uma das maiores atuações na história dos playoff da NBA. A ESPN é um dos muitos veículos que chamam o incrível jogo de Frazier de "o melhor Jogo 7" de todos os tempos.
Os Knicks não foram capazes de serem bi-campeões em 1971, caindo para o Baltimore Bullets na segunda rodada dos playoffs, apesar da grande média de 20,4 pontos por jogo de Frazier durante a série.
Eles retornaram as Finais da NBA em 1972, mas perderam para o Los Angeles Lakers. Frazier venceu o seu segundo título da NBA em 1973, quando os Knicks derrotaram os Lakers em uma série de cinco jogos. A defesa de Frazier em Jerry West desempenhou um papel importante em derrotar a equipe repleta de estrelas.
Frazier detinha os recordes dos Knicks de mais jogos (759), minutos jogados (28.995), arremessos certos (11.669), tentativas de lances livres (4.017), lances livres certos (3.145), assistências (4.791) e pontos (14.617). Patrick Ewing acabou quebrando a maioria desses recordes, mas o recorde de assistências de Frazier ainda está de pé.

### Cleveland Cavaliers
Após dez anos em Nova York, Frazier encerrou sua carreira como membro do Cleveland Cavaliers. Ele foi negociado para os Cavaliers após a temporada de 1976-77 em troca do jovem Jim Cleamons. A troca deixou o mundo da NBA atordoado, já que muitas pessoas ficaram furiosas porque Nova York estava disposta a abrir mão do maior jogador da história da franquia. 
Frazier jogou apenas 66 jogos ao longo de três temporadas com os Cavaliers. Ele se aposentou no meio da temporada de 1979-80, quando jogou apenas 3 jogos e obteve uma média de 3,3 pontos e 2,7 assistências antes de ser dispensado.

## Honras
- Ganhou 2 títulos da NBA (1970, 1973) com o New York Knicks.
- Sua camisa número 10 foi aposentada pelo New York Knicks em 15 de dezembro de 1979.
- Entrou no Hall da Fama do Basquetebol em 1987
- Eleito para a equipe de todos os tempos do 50º aniversário da NBA em 1996.
- Em setembro de 2012, Frazier foi homenageado pelo Ride of Fame e um ônibus de dois andares em Nova York foi dedicado a ele.[10]

## Estilo
Frazier também é conhecido por seu senso de moda icônico e estilo único. O site Clyde So Fly cataloga e classifica todos as roupas que ele usa nas transmissões dos jogos do New York Knicks na MSG Network.
Frazier também tem uma linha de tênis Puma em homenagem a ele, usando o famoso Puma Suede como base. O material promocional faz referência ao "estilo colorido" dele.

## Vida pessoal
Ele mora no Harlem com sua namorada de longa data, Patricia James, e eles também têm uma casa em St. Croix. Ele é o pai de um filho conhecido como Walt Jr. e, mais tarde, Walt III.
Frazier é um membro da fraternidade Alpha Phi Alpha.

## Estatísticas

### Temporada Regular
| Ano      | Time      | GP  | MPJ  | AP   | 3P   | LL    | RT  | AS  | BR  | TO | PPJ  |
| -------- | --------- | --- | ---- | ---- | ---- | ----- | --- | --- | --- | -- | ---- |
| 1967–68  | New York  | 74  | 21.5 | .451 | —    | .655  | 4.2 | 4.1 | —   | —  | 9.0  |
| 1968–69  | New York  | 80  | 36.9 | .505 | —    | .746  | 6.2 | 7.9 | —   | —  | 17.5 |
| 1969–70† | New York  | 77  | 39.5 | .518 | —    | .748  | 6.0 | 8.2 | —   | —  | 20.9 |
| 1970–71  | New York  | 80  | 43.2 | .494 | —    | .779  | 6.8 | 6.7 | —   | —  | 21.7 |
| 1971–72  | New York  | 77  | 40.6 | .512 | —    | .808  | 6.7 | 5.8 | —   | —  | 23.2 |
| 1972–73† | New York  | 78  | 40.8 | .490 | —    | .817  | 7.3 | 5.9 | —   | —  | 21.1 |
| 1973–74  | New York  | 80  | 41.7 | .472 | —    | .838  | 6.7 | 6.9 | 2.0 | .2 | 20.5 |
| 1974–75  | New York  | 78  | 41.1 | .483 | —    | .828  | 6.0 | 6.1 | 2.4 | .2 | 21.5 |
| 1975–76  | New York  | 59  | 41.1 | .485 | —    | .823  | 6.8 | 5.9 | 1.8 | .2 | 19.1 |
| 1976–77  | New York  | 76  | 35.4 | .489 | —    | .771  | 3.9 | 5.3 | 1.7 | .1 | 17.4 |
| 1977–78  | Cleveland | 51  | 32.6 | .471 | —    | .850  | 4.1 | 4.1 | 1.5 | .3 | 16.2 |
| 1978–79  | Cleveland | 12  | 23.3 | .443 | —    | .778  | 1.7 | 2.7 | 1.1 | .2 | 10.8 |
| 1979–80  | Cleveland | 3   | 9.0  | .364 | .000 | 1.000 | 1.0 | 2.7 | .7  | .3 | 3.3  |
| All-Star | All-Star  | 7   | 26.1 | .449 | —    | .857  | 3.9 | 3.7 | 1.3 | .0 | 12.6 |
| Carreira | Carreira  | 825 | 37.5 | .490 | .000 | .786  | 5.9 | 6.1 | 1.9 | .2 | 18.9 |

### Playoffs
| Ano      | Time     | PJ | MPJ  | AP   | 3P   | LL   | RT  | AS  | BR  | TO  | PPJ  |
| -------- | -------- | -- | ---- | ---- | ---- | ---- | --- | --- | --- | --- | ---- |
| 1968     | New York | 4  | .364 | —    | .778 | 5.5  | 6.3 | —   | —   | 9.5 |      |
| 1969     | New York | 10 | 41.5 | .503 | —    | .596 | 7.4 | 9.1 | —   | —   | 21.2 |
| 1970†    | New York | 19 | 43.9 | .478 | —    | .764 | 7.8 | 8.2 | —   | —   | 16.0 |
| 1971     | New York | 12 | 41.8 | .529 | —    | .733 | 5.8 | 4.5 | —   | —   | 22.6 |
| 1972     | New York | 16 | 44.0 | .536 | —    | .736 | 7.0 | 6.1 | —   | —   | 24.3 |
| 1973†    | New York | 17 | 45.0 | .514 | —    | .777 | 7.3 | 6.2 | —   | —   | 21.9 |
| 1974     | New York | 12 | 40.9 | .502 | —    | .898 | 7.9 | 4.0 | 1.8 | .3  | 22.5 |
| 1975     | New York | 3  | 41.3 | .630 | —    | .813 | 6.7 | 7.0 | 3.7 | .0  | 23.7 |
| Carreira | Carreira | 93 | 42.5 | .511 | —    | .751 | 7.2 | 6.4 | 2.1 | .3  | 20.7 |